# Kraljeva palača, Madrid
Kraljeva palača ali Palacio Real de Madrid je uradna rezidenca španske kraljeve družine v mestu Madrid, vendar se uporablja le za državne slovesnosti. Kralj Filip VI. in kraljeva družina ne prebivajo v palači, ampak so izbrali bolj skromno Palacio de la Zarzuela na obrobju Madrida. Kraljeva palača je v lasti španske države in v upravljanju Patrimonio Nacional, javne agencije Ministrstva predsedstva. Palača je stala na Calle de Bailen Bailen v zahodnem delu mesta Madrid, vzhodno od reke Manzanares in je dostopna od postaje podzemne železnice Opera. Več sob v palači je redno odprtih za javnost, razen v času državnih funkcij.
Palača je bila zgrajena na mestu trdnjave iz 9. stoletja, imenovane mayrit, kot postojanka  Mohameda I. Córdobskega in jo je podedoval po letu 1036 od neodvisnega mavrskega Taifa Toleda. Po padcu Madrida v roke Alfonza VI. Kastiljskega v 1083, so stavbo kastiljski kralji le redko uporabljali. Leta 1329 je kralj Alfonz XI. Kastilijski sklical Cortés prvič v Madridu. Filip II. je preselil dvor v Madrid leta 1561.
Stari Alcázar ('grad'), je bil zgrajen na isti lokaciji v 16. stoletju. 24. december 1734 je bil požgan in kralj Filip V. je odredil zgraditi novo palačo na istem mestu. Gradnja je trajala od 1738 do 1755  in sledila berninijevskemu projektu  Filippa Juvarre in Giovanni Battista Sacchettija v sodelovanju z Ventura Rodríguez, Francesco Sabatini, Martín Sarmiento. Karel III. Španski je zasedel novo palačo leta 1764.
Zadnji monarh, ki je stalno živel v palači je bil Alfonz XIII. Španski. V njej je prebival tudi Manuel Azaña, predsednik druge republike. V tem obdobju je bila palača je znana kot "Palacio Nacional". Še vedno je prostor poleg Real Capilla, ki je znan pod imenom "Urad Azaña".
Palača ima 135.000 kvadratnih metrov  v tlorisu in vsebuje 3.418 sob.  Je največja palača v Evropi po tlorisni površini. Notranjost palače je znana po svoji bogati umetnosti in uporabi številnih vrst finih materialov v gradbeništvu in dekoraciji. Tu so slike umetnikov, kot so Caravaggio, Diego Velázquez in Francisco Goya in freske Corrado Giaquinto, Juan de Flandes, Giovanni Battista Tiepolo in Anton Raphael Mengs. Druge zbirke velikega zgodovinskega in umetniškega pomena ohranjene v stavbi so Kraljeva zbirka orožja, porcelan, ure, pohištvo, srebrnina in edini na svetu, komplet Stradivarijevih godal.

## Zgodovina zgradbe
Neposredni predhodnik današnje kraljeve palače je bil kraljevi Alcazar, trdnjava zgrajena na istem mestu, kjer baročna stavba stoji še danes. Bil je predmet številnih obnov (zlasti na pročelju), ker ga je kralj Henrik III. Kastilijski naredil eno izmed najbolj priljubljenih rezidenc. Njegov sin Janez II. je zgradil Capilla Real in več depandans. V času vojne za kastiljsko nasledstvo (1476), so čete Joanne la Beltraneja Alcazarja oblegale in ga hudo poškodovale.
Ko je habsburški cesar Karel V. leta 1516 zasedel prestol, se je zavezal za veliko obnovo. Alcazar je v renesančnem slogu preoblikoval iz zastarelega srednjeveškega bivališča v palačo primerno za njegov dvor. Filip II. je nadaljeval delo in dal poseben poudarek okrasju stavbe, ki so ga izdelovali obrtniki iz Italije, Francije in Nizozemskih dežel. Najpomembnejši prispevki tega monarha sta Zlati stolp in Kraljeva orožarna, porušena leta 1894. Poznejši habsburški vladarji (Filip III., IV. in Karel II.) so nadaljevali projekt Filipa II., zlasti v zvezi s tlorisom stavbe in fasade.
Ko je Filip V. Španski, Bourbon, zasedel prestol v Španiji leta 1700, je bil Alcázar strog v primerjavi s palačo v Versaillesu, kjer je novi kralj preživel svoje otroštvo in je začel niz preureditev s Teodorom Ardemansom in René Carlierjem. Glavne sobe so bile preurejene v slogu francoskih palač po zgledu kraljice Marie Luise Savojske in princese Ursins.
Nekaj podrobnosti o notranjosti palače je znanih, obstaja tudi nekaj dokumentiranja o vrtovih in zunanjosti. Risba, ki jo je izdelal Cornelius Vermeyen leta 1534, prikazuje pravokotne stavbe, srednjeveškega videza, ki so bile strukturirane okoli različnih depandans, kot so Capilla Real de los Trastámara, Patio del Rey na zahodu in Patio de la Reina proti vzhodu. Terase (dvorišča) so bile več let odprte za javnost in so gostile tržnico na prostem. Risba izpostavlja tudi umetniško galerijo Alcazarja z deli Tintoretta, Veroneseja, Ribera, Boscha, Sánchez Coella, Van Dycka, El Greca, Annibale Carraccija, Leonarda da Vincija, Guida Renija, Rafaela, Jacopa Bassana in Correggia ter mnoge druge, ki so se izgubile v požaru 1734.

### Baročna palača
Na božični večer leta 1734 je Stari Alcázar uničil požar, ki je izviral iz prostorov francoskega slikarja Jeana Ranca. Niso ga zaznali dovolj hitro, saj so opozorilne zvonove zamenjali s prazničnimi. Zaradi strahu pred roparji so bila vrata stavbe zaprta, kar je oviralo reševanje. Veliko umetnin Diega Velázqueza je bilo izgubljenih. Las Meninas so rešili tako, da so jo vrgli skozi okno. Na srečo je bilo veliko kosov ohranjenih, ker je kralj tik pred požarom odredil, da velik del zbirke preselijo v palačo Buen Retiro. Požar je trajal štiri dni in popolnoma uničil stari Alcazar, katerega zadnje stene so bile dokončno porušene leta 1738.
Filippo Juvarra je nadziral delo na novi palači. Italijanski arhitekt je načrtoval razkošen projekt ogromnih razsežnosti, ki ga je navdihnil Berninijev načrt za Louvre. Ta načrt ni bil realiziran zaradi zgodnje smrti Juvarre v januarju 1736. Njegov učenec, Giambattista Sacchetti, znan tudi kot Juan Bautista Sacchetti ali Giovanni Battista Sacchetti, je bil izbran za nadaljevanje dela svojega mentorja. Zasnoval je strukturo okoli velikega kvadratnega dvorišča in razrešil težave z ustvarjanjem štrlečih stavbnih kril.
Leta 1760 je Karel III. pozval siciljskega neoklasicističnega arhitekta Francesca Sabatinija za povečavo stavbe. Prvotna ideja je bila, da oblikuje Plaza de la Armeria s serijo galerij in arkadami, ki bi se prilagajale za različne namene in gradnjo dveh kril okoli istega trga. Končan je bil le jugovzhodni stolp znan kot la de San Gil. Sabatini je predvidel tudi razširitev severne strani z veliko fasado, kot odmev sloga stavbe in vključil tri kvadratna dvorišča nekoliko manjša od velikega osrednjega dvorišča. Delo na tem področju širitve se je začelo hitro, vendar je bilo kmalu prekinjeno in pustilo temelje zakopane pod ploščadjo, na kateri so bili pozneje zgrajeni kraljevi hlevi. Te so porušili v 20. stoletju in jih nadomestili z vrtovi Sabatini. Karel III. je zasedel palačo leta 1764.
Ferdinand VII. Španski, ki je preživel več let v zaporu v Château de Valençay, je začel najbolj temeljito prenovo palače v 19. stoletju. Cilj te prenove je bil obrniti staromoden italijanski slog stavbe v sodoben francoski slog palače. Vendar pa je njegov vnuk Alfonz XII. predlagal, da preuredijo palačo v viktorijanskem slogu prebivališča. Načrte je zasnoval arhitekt José Segundo de Lema. Rekonstruiral je več sob, kjer je nadomestil marmorna tla s parketom in dodal stilno pohištvo.
Z obnovami v 20. stoletju so popravili nastalo škodo iz časa državljanskih vojn v Španiji, popravili ali vnovič izdelali okraske in zamenjali poškodovane zidove zvesto sledeč originalom.

## Zunanjost palače
Glavno pročelje palače sestavljajo dvonadstropna rustikalna kamnita baza, iz katere se dvigajo toskanski in kompozitni pilastri uokvirjajoč okna treh glavnih etaž. Zgoraj je skrit venec, ki obkroža stavbo in je omejen z velikimi balustradami. Balustrade so bile okrašene s serijo kipov svetnikov in kraljev, pa so bili ti preselili drugam pod vladavino Karla III., da bi imela stavba bolj klasičen videz.
Obnova fasade leta 1973 je vrnila nekaj kipov, delno obnovljen videz Sachettijevega oblikovanja. V prvotnem načrtu je Sachetti postavil štirinajst vaz vzdolž balustrade s kipi azteškega vladarja Moctezume II. in inkovskega vladarja Atahualpe, delo Juana Pascuala de Mena in Dominga Martíneza. Predstavitev Honorija, Teodozija I., Hadrijana in Trajana so zasedali kote treh krakov fasade v bližini baz pilastrov. Kartuša s klasičnimi figurami je bila centralno vzdolž balustrade.
Mnogi kipi, ki so krasili palačo v času Ferdinanda VI. so delo Juana Dominga Oliviera in njegove delavnice. Bil je tudi avtor mnogih mask in drugih alegoričnih figur iz grške mitologije, ki zdaj zasedajo manj vidna mesta.

### Plaza de la Armería
Današnji trg je iz leta 1892, izdelan po načrtu arhitekta Enrique María Repullésa. Vendar pa zgodovina tega trga sega v leto 1553, v katerem je Filip II. naročil stavbo kraljeve konjušnice.
Katedrala Almudena se spogleduje s palačo čez trg. Zunanjost je neoklasicistična, da se ujema z okolico, medtem ko je njena notranjost neogotska. Gradnjo je financiral kralj Alfonz XII. Gradnja cerkve se je začela leta 1878 in bila končana leta 1992.
Narciso Pascual Colomer, arhitekt, ki je oblikoval Plaza de Oriente, je zasnoval postavitev trga leta 1879, vendar pa se zamisel ni uresničila. Današnja Plaza de la Armeria je bila več desetletij uporabljena kot anteplaza de armas. Sachetti je poskušali zgraditi stolnico kot dokončanje venca Manzanares in predlagal združiti to stavbo s kraljevo palačo v en sam blok. Oba projekta sta bila prezrta od Karla III.
Ángel Fernández de los Ríos je leta 1868 predlagal oblikovanje velike zelene površine, ki bi potekala po vsem Plaza de Oriente, da bi dobili boljši pogled na kraljevo palačo. Desetletje pozneje je Segundo de Lema dodal stopnišče v originalni Fernándezovi obliki, ki je privedlo do zamisli Francisca de Cubas dati večji pomen nastajajoči katedrali Almudena.

### Plaza de Oriente
Plaza de Oriente je pravokoten park, ki povezuje vzhodno fasado Kraljeve palače s Teatro Real. Vzhodna stran trga je ukrivljena in obrobljena z več sosednjimi stavbami. Čeprav je bil trg del Sacchettijevega načrta za palačo, se je gradnja začela šele 1808, ko je kralj Jožef Bonaparte, ki je odredil rušenje približno 60 srednjeveških struktur, tudi cerkev, samostan in Kraljevo knjižnico, ki je bila ob strani. Jožef je umrl, preden je bila končana gradnja, ki jo je končala kraljica Isabella II. z arhitektom Narcisom Pascualom Colomerjem, ki je ustvaril končni načrt leta 1844.
Pešpot razdeli trg v tri glavne enote: Centralne vrtove, vrtove Cabo Noval in vrtove Lepanto. Centralni vrtovi so razporejeni v mreži okrog osrednjega spomenika Filipa IV., po baročnem modelu vrta. Sestavljeni so iz sedmih gredic, vsaka je obrobljena z živo mejo in majhnimi cipresami, tiso in magnolijo in enoletnimi cveticami. Na severu in jugu meje stojijo vrste kipov, popularno znane kot gotski kralji - skulpture, ki predstavljajo pet vizigotskih vladarjev in petnajst vladarjev zgodnjih krščanskih kraljestev v Reconquista. Izrklesani so iz apnenca in so del serije, posvečene vsej monarhiji Španije. Bili so narejeni za dekoracijo Palacio Real med letoma 1750 in 1753. Inženirji so ugotovili da so kipi pretežki za balustrade palače, tako da so ostali na tleh, kjer je pomanjkanje finih podrobnosti očitna. Preostanek kipov je v vrtovih Sabatini. 

### Vrtovi Campo del Moro
Ti vrtovi so tako poimenovani zato, ker je muslimanski voditelj Ali ben Jusuf domnevno med poskusom rekonkviste Madrida leta 1109, tukaj taboril s svojimi vojaki. Prve izboljšave je odredil kralj Filip IV., ki je dal zgraditi fontane in zasaditev različnih vrst vegetacije, vendar je celoten izgled ostal v veliki meri zanemarjen. Med gradnjo palače, so različni projekti krajine s temelji posegli na vrtove kraljeve palače La Granja de San Ildefonso, a je pomanjkanje sredstev oviralo nadaljnje izboljšanje do vladavine Isabele II., ko se je začelo resno delati. Po okusu tistega časa je park zasnovan v romantičnem slogu. Fontane so prinesli iz kraljeve palače v Aranjuezu in so nameščene in usklajene z ukrivljenimi potmi. S padcem Isabele II. so vrtovi trpeli obdobje opuščanja in zanemarjanja, v katerem so bili izgubljeni deli projekta. Pod regentko Mario Kristino Avstrijsko so se začela sanacijska dela, ki so ustvarila sedanjo obliko postavitve angleškega vrta 19. stoletja.

### Vrtovi Sabatini
Vrtovi Sabatini ležijo na severni strani Palacio Real in se razširijo na Calle de Bailen in Cuesta de San Vicente. Vrt sledi simetričnemu francoskemu oblikovanju. Delo se je začelo leta 1933 v času republikanske vlade. Čeprav jih je zasnoval arhitekt Zaragozan Fernando García Mercadal, so jih poimenovali po Francescu Sabatiniju, ki je oblikoval kraljeve konjušnice, ki so tukaj stale pred tem. Ti vrtovi imajo velik pravokotni ribnik, ki je obdan s štirimi fontanami in kipi španskih kraljev, ki so bili prvotno namenjeni za krono v Kraljevi palači. Geometrijsko umeščenih je še več fontan. 
Republikanska vlada je pod Francom zgradila vrt in ga dala pod nadzor kraljeve družine, javnosti ni bilo dovoljeno v vrtove do 1978, ko jih je odprl kralj Juan Carlos I.. 

## Notranjost palače

### Pritličje

#### Kraljeva knjižnica
Kraljeva knjižnica je bila ustanovljena v času regentstva Marije Kristine, s predmeti, ki jih je kraljeva družina nabrala v stoletjih. Večino sta kupila Karel IV. in Alfonz XII.
Posebnosti iz zbirke so: Knjiga ur Isabelle I. Kastiljske, Kodeks časa Alfonza XI. Kastiljskega, Biblija Doña María de Molina in Fiestas reales, posvečena Ferdinandu VI. od Farinellija. V knjižnici hranijo tudi pomembne zemljevide, ki analizirajo obseg kraljestev v okviru španskega imperija. Prikazan je tudi izbor najboljših medalj iz Kraljeve zbirke.
Knjižne platnice dokazujejo evolucijo knjigoveštva. Primeri obsegajo rokoko v zlatu s kovinsko čipko, neoklasicistične v več barvah in romantične z gotskimi in renesančnimi motivi.
Arhiv kraljeve palače vsebuje približno dvajset tisoč volumnov, od katastrofalnega desetletja (1823-1833) z razglasitvijo druge španske republike leta 1931. Poleg tega ima nekaj partitur glasbenikov kraljeve kapele, privilegije različnih kraljev, ustanovni red kraljevega samostana San Lorenzo de El Escorial, testament Filipa II. in korespondenco večine kraljev družine Bourbon.

#### Kraljeva lekarna
V času vladavine Filipa II. je kraljeva lekarna postala privesek dvora in urejala dobavo zdravil. To vlogo ima še danes. Stekleničke so bile narejene v tovarnah La Granja de San Ildefonso in Buen Retiro, obstajajo pa tudi druge iz 17. stoletja iz lončarstva Talavera de la Reina.

#### Kraljeva orožarna
Skupaj s Kraljevo orožarno iz Dunaja, je ta orožarna veljala za eno najboljših na svetu in je sestavljena iz kosov še iz 15. stoletja. Zbirka vsebuje kose turnirske opreme Karla V. in Filipa II., narejene v Milanu in Augsburgu. Med najbolj znamenitimi kosi so polni oklep in orožje cesarja Karla V., ki ga je uporabljal v bitki za Mühlberg in ki ga je upodobil Tizian v svojem znamenitem konjeniškem portretu danes v muzeju Prado. Na žalost so se deli zbirke med Špansko vojno za neovisnost in med špansko državljansko vojno izgubili. Vseeno orožarna ohranja nekatere najbolj pomembne izdelke te umetnosti v Evropi in po svetu, tudi več del Filippa Negrolija, enega najbolj znanih oblikovalcev v orožarskem cehu.